# Montu
Montu es un dios solar y de la guerra en la mitología egipcia. 

El dios Montu.

- Nombre egipcio: Montu. Nombre griego: Month. Deidad griega: Ares.

## Iconografía
Fue representado como hombre con cabeza de halcón, coronado con el disco solar, dos plumas y dos uraeus. Armado con un arco y un hacha. A veces, con cabeza de toro, coronado por el disco solar y dos plumas.

## Mitología
Montu era una antigua deidad, considerado dios local de Hermontis, ciudad situada al sur de Tebas, formando parte de la Tríada tebana. Se le asociaba con el halcón, siendo representado con la cabeza de este ser. Inicialmente era un dios solar, pero más tarde, durante el Imperio Medio, se le consideraba dios de la guerra y era quien brindaba protección al faraón durante las batallas. Montu era considerado hijo adoptivo de Amón y Mut. 

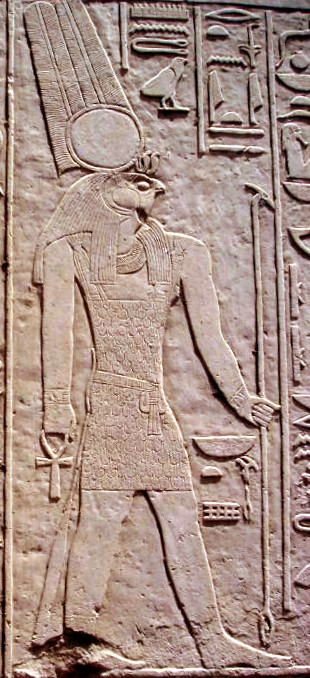
Bajorrelieve del dios Montu en Medamud.

## Sincretismo
Fue identificado con Ra, como Montu-Ra, siendo el poder destructivo del calor del Sol.

## Culto
Su culto principal fue en Hermontis, extendiéndose a varias ciudades: Tebas (Karnak), Medamud, Tod. También fue venerado en Nubia. Fue desplazado por Amón durante la dinastía XII, revitalizándose su culto en el tercer Periodo Intermedio. Su fiesta se celebraba el quinto día del segundo mes de la estación de Ajet. 

## Nombresteóforos
Su nombre lo llevaron varios faraones de las dinastías XI, XIII y XVII, intitulados Mentuhotep «Montu está satisfecho». 
|  |

|  |

|  |

|  |

|  |

|  |

|  |

|  |